# 东濠涌高架
东濠涌高架路位于中国广州市，是一条贯通南往北的高架桥。从麓湖路向南沿途有出口往环市东路，越秀路，东风中路，中山三路和八旗二马路到南终点江湾大桥，全长5.68千米。高架路大部分架设于东濠涌之上，全国修建的最早的一座城市内的快速高架通道。由于东濠涌的宽度不足以容纳四条的行车线，所以本高架为双层的高架路设计，上层为南往北的双线单向行车，下层则是北往南。